# Mechowo (powiat gryficki)
Mechowo (niem. Zimmershausen) – osada sołecka w Polsce położona województwie zachodniopomorskim, w powiecie gryfickim, w gminie Płoty.
Przez wieś przepływa struga Wołowa. Miejscowość posiada agencję pocztową.
W latach 1954–1959 wieś należała i była siedzibą władz gromady Mechowo, po jej zniesieniu w gromadzie Płoty. W latach 1975–1998 miejscowość należała administracyjnie do województwa szczecińskiego.
W 2002 roku osada (z przysiółkiem Gardomino) liczyła 38 budynków (37 mieszkalnych), w nich 121 mieszkań ogółem, z nich 117 zamieszkane stale.
Z 119 mieszkań zamieszkanych 19 mieszkań wybudowano przed 1918 rokiem, 47 — między 1918 a 1944 rokiem, 14 — między 1945 a 1970, 38 — między 1979 a 1988 i 1 — między 1989 a 2002, łącznie z będącymi w budowie.
Od 433 osób 128 było w wieku przedprodukcyjnym, 182 — w wieku produkcyjnym mobilnym, 79 — w wieku produkcyjnym niemobilnym, 44 — w wieku poprodukcyjnym. Od 360 osób w wieku 13 lat i więcej 9 mieli wykształcenie wyższe, 51 — średnie, 114 — zasadnicze zawodowe, 177 — podstawowe ukończone i 9 — podstawowe nieukończone lub bez wykształcenia.

## Ludność[2]
W 2011 roku w miejscowości żyło 443 osób, z nich 224 mężczyzn i 219 kobiet; 105 było w wieku przedprodukcyjnym, 186 — w wieku produkcyjnym mobilnym, 116 — w wieku produkcyjnym niemobilnym, 36 — w wieku poprodukcyjnym.

## Zabytki
Wieś jest siedzibą parafii pw. św. Andrzeja Boboli. Znajduje się tu kościół z kamienia z XV wieku, otynkowany. Świątynia posiada cechy gotyckie tj. blendy na ścianach bocznych nawy i renesansowe, rzadkie dekoracje okuciowe na ścianach prezbiterium. Przed fasadą solidna, drewniana wieża o lekko pochylonych ścianach, podwyższona smukłą nadstawą z rzadko spotykanym hełmem o wydłużonej bani i długiej iglicy.
W Mechowie mieści się także pałac z XIX wieku.